# Великое Село (Пружанский район)
Вели́кое Село́ — агрогородок в Пружанском районе Брестской области. Великое Село является центром Великосельского сельсовета. Находится в 18 км к северо-западу от Пружан, 25 км от железнодорожной станции Оранчицы на линии Барановичи — Брест. Население — 306 человек (2019).

## История
Во времена Российской империи — центр волости в Пружанском уезде Гродненской губернии. В 1886 году 1558 жителей, 97 дворов, православная церковь, волостное правление, кузница, 2 мельницы, питейный дом. Согласно переписи 1897 года 1035 жителей, 184 двора, народное училище, хлебный магазин. В 1921 году 633 жители, 134 двора.
С сентября 1939 года в составе БССР, с 15 января 1940 в Пружанском районе Брестской области. Согласно переписи 1959 года 892 жителя в 1970 — ▼ 719 жителей. От 16 апреля 1973 Великое Село — центр сельсовета.

## Инфраструктура
Присутствуют: Детский сад, базовая школа, дом культуры, библиотека, отделение связи.
Ремонтно-механические мастерские, медицинский и ветеринарный пункты, магазин.

## Транспорт
Через посёлок проходит автомобильная дорога Р47 Свислочь — Порозово — Пружаны и Н540 Купичи — Шерешёво — Великое Село.

## Туристическая информация
- Костёл Святого Михаила Архангела (после 1990)
- Братская могила 56 советских солдат и партизан (1941—1944)